# F. League
La F. League (F リーグ, F. Rīgu?) è il massimo campionato giapponese di calcio a 5.
La manifestazione è stata giocata per la prima volta nella stagione 2007 - 08, quando la Japan Futsal Federation decise di creare il primo campionato nazionale di calcio a 5 giapponese.

## Storia
Il futsal in Giappone si sviluppò a livello regionale a partire da metà anni novanta con il regolamento FIFA sebbene il Giappone abbia partecipato sin dalla prima edizione al Campionato mondiale di calcio a 5.
Il campionato nazionale giapponese ebbe un primo abbozzo con la creazione del torneo nazionale denominato All Japan Futsal Championships (attuale Puma Cup) creato nel 1996, che prevedeva una fase finale con le migliori squadre regionali.
Le prime tre edizioni registrarono due vittorie del Lunes Gakuen Koga, per poi veder nascere il periodo d'oro del Fire Fox Imanema, vincitore di quattro titoli nei successivi sette anni.
Le ultime stagioni, che vedevano la fase finale solitamente giocata a Tokyo e in altra sede variabile, hanno visto l'affermarsi di realtà nuove come il PSTC Londrina, il BANFF Tohoku e il Predator FC.

### Futsal Regional Champions League
Un altro tassello importante della crescita del movimento, fu la creazione della Futsal Regional Champions League nel 2001, che prevedeva una fase finale a sede unica con i vari campioni regionali. Fra i club che hanno partecipato a questa lega possiamo ricordare anche squadre che giocano nell'attuale F.League come l'Espolada Hokkaido e il Fugador Sumida vincitore di ben 4 Regional Champions League.

### F. League
L'entusiasmo per il futsal cresciuto soprattutto nell'ultimo decennio per i positivi risultati della nazionale (1 campionato d'Asia e 5 secondi posti), è sfociato nella decisione della Japan Futsal Federation di creare nel 2007 una lega unica, abbandonando la modalità a campionato in unica sede.
Delle dodici (all'inizio erano 8) squadre iscritte, che come nel calcio ispirano il proprio nome ad elementi dello sport ma più spesso della natura, solo una ha carattere professionistico il Nagoya Oceans, le rimanenti squadre sono considerate semiprofessioniste.
Nello spirito degli organizzatori, la lettera "F" parte della denominazione della Lega non rappresenta solo la parola futsal, ma anche cinque parole devono contraddistinguerla: "Fight", "Fun", "Friend", "Fair play" e "Future".

## F. League 2019-2020
Le squadre che partecipano all'edizione 2019-20 sono:

### F. league - Prima divisione
| Squadre           | Città/Prefettura    | Palazzetto                          | Anno di fondazione |
| ----------------- | ------------------- | ----------------------------------- | ------------------ |
| Espolada Hokkaido | Sapporo, Hokkaidō   | Hokkaido Prefectural Sports Center  | 2008               |
| Bardral Urayasu   | Urayasu, Chiba      | Urayasu General Gymnasium           | 1998               |
| Fuchū Athletic    | Fuchū, Tokyo        | Fuchu Sports Center                 | 2000               |
| Pescadola Machida | Machida, Tokyo      | Machida Municipal General Gymnasium | 1999               |
| Shonan Bellmare   | Hiratsuka, Kanagawa | Odawara Arena                       | 2007               |
| Nagoya Oceans     | Nagoya, Aichi       | Taiyo Yakuhin Ocean Arena           | 2006               |
| Shriker Osaka     | Osaka, Osaka        | Osaka Municipal Central Gymnasium   | 2002               |
| Boaluz Nagano     | Nagano, Nagano      | White Ring                          | 2018               |
| Vos Cuore         | Sendai              | Sendai City Gymnasium               | 2012               |
| Fugador Sumida    | Sumida (Tōkyō)      | Sumida City Gymnasium               | 2001               |
| Vasagey Oita      | Ōita, Ōita          | Oozu Sports Park                    | 2003               |
| F League Team     | Nagoya, Aichi       | Taiyo Yakuhin Ocean Arena           | 2018               |

### F. League - Seconda divisione
| Squadre               | Città/Prefettura     | Palazzetto                           | Anno di fondazione |
| --------------------- | -------------------- | ------------------------------------ | ------------------ |
| Toruela Kashiwa       | Kashiwa, Chiba       | Kashiwa City Gymnasium               | 2018               |
| Y.S.C.C. Yokohama     | Yokohama, Kanagawa   | Yokohama City Gymnasium              | 2018               |
| Vincedor Hakusan      | Hakusan, Ishikawa    | General Spots Park Gymnasium         | 2018               |
| Deução Kobe           | Kōbe, Hyogo          | Kobe green Arena                     | 2007               |
| Hiroshima F DO        | Hiroshima, Hiroshima | Hiroshima City Asakita Sports Center | 2018               |
| Agleymina             | Hamamatsu, Shizuoka  | Hamamatsu Arena                      | 1996               |
| Porseid Hamada        | Hamada, Shimane      | Shimane Gymnasium                    | 2018               |
| Borkbullet Kitakyushu | Kitakyūshū, Fukuoka  | Kitakyushu Gymnasium                 | 2018               |

## Record e Premi

### Risultati
| Edizione | Stagione | Vincente      | Seconda           | Terza           |
| -------- | -------- | ------------- | ----------------- | --------------- |
| 1        | 2007-08  | Nagoya Oceans | Bardral Urayasu   | Deução Kobe     |
| 2        | 2008-09  | Nagoya Oceans | Bardral Urayasu   | Deução Kobe     |
| 3        | 2009-10  | Nagoya Oceans | Pescadola Machida | Shriker Osaka   |
| 4        | 2010-11  | Nagoya Oceans | Deução Kobe       | Vasagey Oita    |
| 5        | 2011-12  | Nagoya Oceans | Shriker Osaka     | Deução Kobe     |
| 6        | 2012-13  | Nagoya Oceans | Shriker Osaka     | Fuchū Athletic  |
| 7        | 2013-14  | Nagoya Oceans | Shriker Osaka     | Vasagey Oita    |
| 8        | 2014-15  | Nagoya Oceans | Shriker Osaka     | Bardral Urayasu |
| 9        | 2015-16  | Nagoya Oceans | Fuchū Athletic    | Shriker Osaka   |
| 10       | 2016-17  | Shriker Osaka | Pescadola Machida | Nagoya Oceans   |
| 11       | 2017-18  | Nagoya Oceans | Pescadola Machida | Shonan Bellmare |
| 12       | 2018-19  | Nagoya Oceans | Shriker Osaka     | Tachikawa-Fuchū |

### Premio Fair Play
| Stagione | Squadra           |  |
| -------- | ----------------- |  |
| 2007-08  | Shonan Bellmare   |  |
| 2008-09  | Nagoya Oceans     |  |
| 2009-10  | Espolada Hokkaido |  |
| 2010-11  | ?                 |  |
| 2011-12  | ?                 |  |
| 2012-13  | Fuchū Athletic    |  |

### Premi individuali

#### Most Valuable Player (MVP)
| Stagione | Giocatori                 |
| -------- | ------------------------- |
| 2007-08  | Kaoru Morioka (Nagoya)    |
| 2008-09  | Wataru Kitahara (Nagoya)  |
| 2009-10  | Higor (Osaka)             |
| 2010-11  | Ricardinho (Nagoya)       |
| 2011-12  | Kaoru Morioka (Nagoya)    |
| 2012-13  | Ricardinho (Nagoya)       |
| 2013-14  | Kaoru Morioka (Nagoya)    |
| 2014-15  | Kaoru Morioka (Nagoya)    |
| 2015-16  | Vinicius Crepaldi (Osaka) |
| 2016-17  | Nobuya Osodo (Osaka)      |
| 2017-18  | Rafael Santos (Nagoya)    |
| 2018-19  | Tomoki Yoshikawa (Nagoya) |